# ジェイ・バッタチャリア

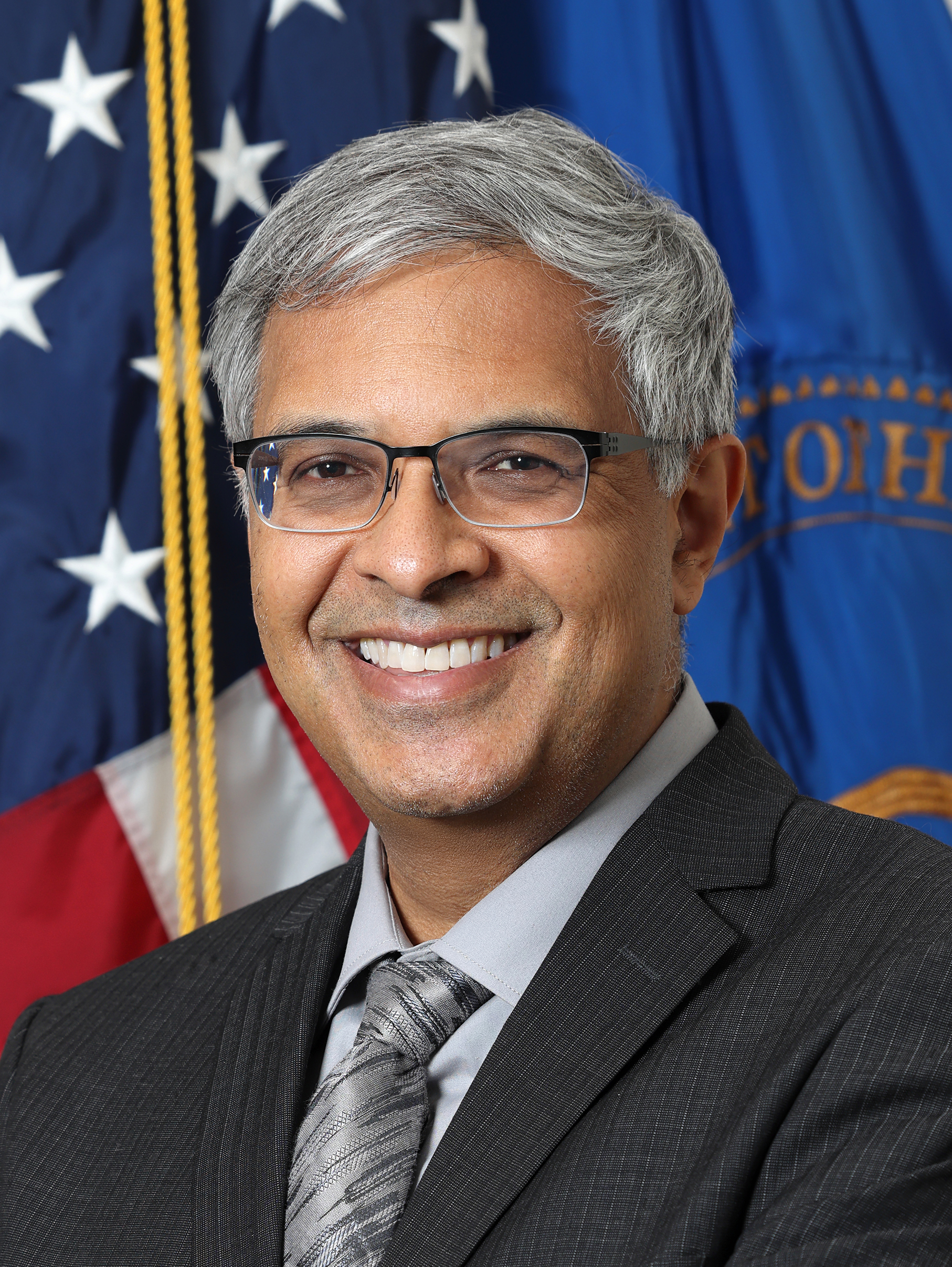
公式写真（2025年）

ジャヤンタ・バッタチャリア（英: Jayanta Bhattacharya、1968年 - ）は、アメリカ合衆国の医学者、医療経済学者。アメリカ国立衛生研究所 (NIH) 所長。スタンフォード大学元教授（医学、経済学、健康研究政策）、同大学人口統計学及び健康と高齢化の経済学センター元所長。医療の経済における影響を研究している。
2021年、バッタチャリアはCOVID-19パンデミックへの対応としてのロックダウンとマスク着用義務に反対した。マーティン・クルドルフとスネトラ・グプタとともに、2020年にグレートバリントン宣言の共著者となった。この宣言は、広範囲にわたる感染を通じて集団免疫を獲得するために、リスクの低いグループに対するCOVID-19の制限を解除することを提唱し、同時に脆弱な人々をウイルスから保護できるという考えを推進した。この宣言は世界保健機関のテドロス・アダノム・ゲブレイェソス事務局長から非倫理的で実行不可能であると批判された。
2024年11月、次期大統領（当時）のドナルド・トランプにより、国立衛生研究所（NIH）の所長に任命され、2025年3月に米議会で正式に承認された。